# Schwimmeuropameisterschaften 1947
Die 6. Schwimmeuropameisterschaften fanden vom 10. bis 14. September 1947 in Monte Carlo statt und wurden von der Ligue Européenne de Natation (LEN) veranstaltet.
Die Schwimmeuropameisterschaften 1947 beinhalteten Wettbewerbe im Schwimmen, Kunst- und Turmspringen sowie das Wasserballturnier der Männer.

## Beckenschwimmen

### Ergebnisse Männer
| Wettbewerb                 | Gold                               | Gold    | Silber                   | Silber  | Bronze                             | Bronze  |
| -------------------------- | ---------------------------------- | ------- | ------------------------ | ------- | ---------------------------------- | ------- |
| 100 m Freistil             | Alex Jany Frankreich               | 56.9    | Per-Olof Olsson Schweden | 58.8    | Elemér Szathmáry Ungarn            | 59.6    |
| 400 m Freistil             | Alex Jany Frankreich               | 4:35.2  | György Mitró Ungarn      | 4:50.4  | Miloslav Bartušek Tschechoslowakei | 4:51.4  |
| 1500 m Freistil            | György Mitró Ungarn                | 19:28.0 | Ferenc Vörös Ungarn      | 20:07.0 | Marijan Stipetic Jugoslawien       | 20:08.5 |
| 100 m Rücken               | Georges Vallerey junior Frankreich | 1:07.6  | Gyula Valent Ungarn      | 1:10.5  | Jirí Kovár Tschechoslowakei        | 1:10.5  |
| 200 m Brust                | Roy Romain Großbritannien          | 2:40.1  | Anton Cerer Jugoslawien  | 2:41.6  | Sándor Németh Ungarn               | 2:46.2  |
| 4 × 200 m Freistil Staffel | Schweden                           | 9:00.5  | Frankreich               | 9:00.7  | Ungarn                             | 9:01.0  |

### Ergebnisse Frauen
| Wettbewerb                 | Gold                             | Gold   | Silber                          | Silber | Bronze                      | Bronze |
| -------------------------- | -------------------------------- | ------ | ------------------------------- | ------ | --------------------------- | ------ |
| 100 m Freistil             | Fritze Carstensen Dänemark       | 1:07.8 | Hannie Termeulen Niederlande    | 1:08.1 | Greta Andersen Dänemark     | 1:08.3 |
| 400 m Freistil             | Karen Margrete Harup Dänemark    | 5:18.2 | Catherine Gibson Großbritannien | 5:19.8 | Fernande Caroen Belgien     | 5:20.9 |
| 100 m Rücken               | Karen Margrete Harup Dänemark    | 1:15.9 | Catherine Gibson Großbritannien | 1:16.5 | Irene Koster Niederlande    | 1:18.0 |
| 200 m Brust                | Petronella van Vliet Niederlande | 2:56.6 | Éva Székely Ungarn              | 2:57.9 | Jannie de Groot Niederlande | 3:00.5 |
| 4 × 100 m Freistil Staffel | Dänemark                         | 4:32.3 | Niederlande                     | 4:36.0 | Vereinigtes Königreich      | 4:37.1 |

## Kunst- und Turmspringen

### Ergebnisse Männer
| Wettbewerb | Gold                         | Silber                     | Bronze                         |
| ---------- | ---------------------------- | -------------------------- | ------------------------------ |
| 3 m        | Roger Heinkelé Frankreich    | Svante Johansson Schweden  | László Hidvégi Ungarn          |
| 10 m       | Thomas Christiansen Dänemark | Lennart Brunnhage Schweden | Louise Marchant Großbritannien |

### Ergebnisse Frauen
| Wettbewerb | Gold                         | Silber                     | Bronze                            |
| ---------- | ---------------------------- | -------------------------- | --------------------------------- |
| 3 m        | Madeleine Moreau Frankreich  | Alma Staudinger Österreich | Jeannette Aubert-Pinel Frankreich |
| 10 m       | Nicole Pellissard Frankreich | Eileen Szagot Ungarn       | Alma Staudinger Österreich        |

## Wasserball

### Ergebnisse Männer
| Wettbewerb | Gold    | Silber   | Bronze  |
| ---------- | ------- | -------- | ------- |
| Mannschaft | Italien | Schweden | Belgien |